# Altlay
Altlay là một xã thuộc huyện Cochem-Zell trong bang Rheinland-Pfalz, nước Đức. Xã Altlay có diện tích 5,75 km². Altlay nằm ở khu vực có độ cao 430 m ở dãy núi Hunsrück, 3 km về phía bắc của Sân bay Frankfurt-Hahn, 8 km về phía đông nam của Thị xã Zell và 11 km về phía tây bắc của Thị xã Kirchberg, Rhein-Hunsrück.